# Sebevraždy v Litvě
Sebevraždy v Litvě se v zemi staly výrazným společenským problémem kvůli jejich velmi vysoké míře. Od svého vrcholu v roce 1995 míra sebevražd neustále klesá, i přesto zůstává v EU a OECD nejvyšší.
Míra sebevražd činila 20,2 na 100 tisíc obyvatel v roce 2019.

## Příčiny
V 90. letech 20. století, po pádu komunismu, zažila Litva dramatické sociální a ekonomické změny. Dřívější studie připisovaly vysokou míru sebevražd účinkům velkých přeměn ve společnosti, drsným ekonomickým podmínkám, klesajícím životním podmínkám, alkoholismu a také nedostatku psychologických a psychiatrických služeb. Novější studie naznačují, že příčiny mohou být složitější.
Podle Onutė Davidonienė, ředitelky Státního centra duševního zdraví, stojí za vysokou mírou sebevražd psychologické a ekonomické důvody, včetně ekonomické recese, alkoholismu, nedostatku tolerance ve společnosti a šikany.
Studie z roku 2006 poznamenala, že míra sebevražd je výrazně vyšší u méně vzdělané a zejména venkovské populace. Míra sebevražd se mezi některými obcemi výrazně liší. Například míra sebevražd v okrese Kupiškis (přes 70 na 100 tisíc obyvatel) byla v roce 2017 více než dvakrát vyšší než je celostátní průměr. Další obce s obzvláště vysokou mírou sebevražd leží v okresech Varėna a Kalvarija (67 na 100 tisíc obyvatel). Naproti tomu byla čísla mnohem nižší v městské samosprávě Palanga (méně než 15 na 100 tisíc obyvatel), následovala městská samospráva Vilnius a okresní obec Plungė (15 na 100 tisíc obyvatel).
V Litvě je výrazný rozdíl míry sebevražd mezi muži a ženami. Tradiční normy maskulinity, spojené s nadměrnou konzumací alkoholu a stigmatem vyhledání psychologické pomoci, mohou k sebevražednému chování podle některých studií přispívat. Několik studií o vztahu mezi religiozitou a sebevraždou neposkytlo přesvědčivý pohled na příčiny vysoké míry.
Statisticko-ekonometrická studie Comunale (2020) zjistila, že hlavní faktory, které mohou být spojeny se sebevraždami, jsou růst HDP, demografie, spotřeba alkoholu, psychologické faktory a počasí. Stejná studie uvádí, že je mezi zeměmi EU populace Litvy jedna z nejvíce introvertních, podstatně více než lotyšská a estonská populace.
Zpráva, zveřejněná v roce 2017 Úřadem pro prevenci sebevražd v Litvě, uvádí, že míra sebevražd mezi vězni a zatčenými jednotlivci je několikanásobně vyšší, než je státní průměr. Stejná zpráva upozornila na nedostatečnou dostupnost psychologických služeb a nedostatečnou prevenci v mnoha obcích.

## Prevence
V roce 2007 představil Litevský parlament Národní strategii duševního zdraví založenou na Deklaraci WHO o duševním zdraví v Evropě 2005. Země také přijala Akční plán prevence sebevražd 2016—2020. V roce 2015 byl pod Státním střediskem duševního zdraví zřízen Úřad pro prevenci sebevražd (litevsky Savižudybių prevencijos biuras). V roce 2017 však Litevský národní kontrolní úřad dospěl k závěru, že dosud neexistuje žádný komplexní systém, který by poskytoval pomoc jednotlivcům ohrožených sebevraždou.

## Statistiky
| Míra sebevražd (na 100 tisíc obyvatel) podle pohlaví | Míra sebevražd (na 100 tisíc obyvatel) podle pohlaví | Míra sebevražd (na 100 tisíc obyvatel) podle pohlaví | Míra sebevražd (na 100 tisíc obyvatel) podle pohlaví | Míra sebevražd (na 100 tisíc obyvatel) podle pohlaví | Míra sebevražd (na 100 tisíc obyvatel) podle pohlaví | Míra sebevražd (na 100 tisíc obyvatel) podle pohlaví | Míra sebevražd (na 100 tisíc obyvatel) podle pohlaví | Míra sebevražd (na 100 tisíc obyvatel) podle pohlaví | Míra sebevražd (na 100 tisíc obyvatel) podle pohlaví |
| Pohlaví                                              | 1981                                                 | 1985                                                 | 1990                                                 | 1995                                                 | 2000                                                 | 2005                                                 | 2010                                                 | 2015                                                 | 2019                                                 |
| ---------------------------------------------------- | ---------------------------------------------------- | ---------------------------------------------------- | ---------------------------------------------------- | ---------------------------------------------------- | ---------------------------------------------------- | ---------------------------------------------------- | ---------------------------------------------------- | ---------------------------------------------------- | ---------------------------------------------------- |
| Muži                                                 | 59.4                                                 | 58.0                                                 | 44.3                                                 | 79.1                                                 | 75.6                                                 | 68.1                                                 | 56.1                                                 | 51.7                                                 | 36.1                                                 |
| Ženy                                                 | 10.7                                                 | 12.9                                                 | 9.7                                                  | 15.6                                                 | 16.1                                                 | 12.9                                                 | 9.6                                                  | 8.9                                                  | 6.2                                                  |
| Celkem                                               | 33.6                                                 | 34.1                                                 | 26.1                                                 | 45.6                                                 | 44.1                                                 | 38.6                                                 | 31.3                                                 | 28.9                                                 | 20.2                                                 |
| Zdroj: Světová zdravotnická organizace (WHO)         |                                                      |                                                      |                                                      |                                                      |                                                      |                                                      |                                                      |                                                      |                                                      |

| Počet sebevražd podle věkové skupiny pohlaví v roce 2009 | Počet sebevražd podle věkové skupiny pohlaví v roce 2009 | Počet sebevražd podle věkové skupiny pohlaví v roce 2009 | Počet sebevražd podle věkové skupiny pohlaví v roce 2009 | Počet sebevražd podle věkové skupiny pohlaví v roce 2009 | Počet sebevražd podle věkové skupiny pohlaví v roce 2009 | Počet sebevražd podle věkové skupiny pohlaví v roce 2009 | Počet sebevražd podle věkové skupiny pohlaví v roce 2009 | Počet sebevražd podle věkové skupiny pohlaví v roce 2009 | Počet sebevražd podle věkové skupiny pohlaví v roce 2009 |
| -------------------------------------------------------- | -------------------------------------------------------- | -------------------------------------------------------- | -------------------------------------------------------- | -------------------------------------------------------- | -------------------------------------------------------- | -------------------------------------------------------- | -------------------------------------------------------- | -------------------------------------------------------- | -------------------------------------------------------- |
| Věk (roky)                                               | 5–14                                                     | 15–24                                                    | 25–34                                                    | 35–44                                                    | 45–54                                                    | 55–64                                                    | 65–74                                                    | 75+                                                      | Celkem                                                   |
| Muži                                                     | 3                                                        | 109                                                      | 116                                                      | 195                                                      | 233                                                      | 148                                                      | 91                                                       | 57                                                       | 952                                                      |
| Ženy                                                     | 2                                                        | 16                                                       | 15                                                       | 26                                                       | 39                                                       | 27                                                       | 21                                                       | 40                                                       | 186                                                      |
| Celkem                                                   | 5                                                        | 125                                                      | 131                                                      | 221                                                      | 272                                                      | 175                                                      | 112                                                      | 97                                                       | 1138                                                     |
| Zdroj: Světová zdravotnická organizace (WHO)             |                                                          |                                                          |                                                          |                                                          |                                                          |                                                          |                                                          |                                                          |                                                          |

## Sebevraždy významných osobností v Litvě
- 1822 — Theodor Grotthuss — Němec, chemik
- 1943 — Yitzhak Wittenberg — židovský odbojář, sebevražda pozřením jedu
- 1972 — Romas Kalanta — sebevražda sebeupálením na protest proti sovětské svéře vlivu v Litvě
- 1989 — Vytautas Vičiulis — malíř, sebevražda sebeupálením
- 2006 — Saulius Mykolaitis — režisér, herec, sebevražda oběšením
- 2013 — Vytautas Šapranauskas — herec, komik a televizní moderátor, sebevražda oběšením